# Galeosoma planiscutatum
Galeosoma planiscutatum là một loài nhện trong họ Idiopidae.
Loài này thuộc chi Galeosoma. Galeosoma planiscutatum được J. Hewitt miêu tả năm 1919.